# Fonte (Musiktheorie)
Fonte (italienisch fonte ‚Brunnen‘) bezeichnet in der Musiktheorie eine zweigliedrige Sequenz, deren erstes Glied in der Tonart der II. Stufe einer Durtonart schließt und dann in dieser Haupttonart, also eine Sekunde tiefer, (variiert) wiederholt wird. Dieses Satzmodell ist ein prominentes Element der europäischen Musik des 18. Jahrhunderts.
Der Begriff stammt von Joseph Riepel, der das Satzmodell im zweiten Band seiner Anfangsgründe zur musicalischen Setzkunst (1755) neben den von ihm so bezeichneten Satzmodellen Monte und Ponte als gängiges Mittel zur Gestaltung des Anfangs der zweiten Reprise eines Menuetts einführt und mit Nachdruck hervorhebt („Nun diese dreyerley Exempel mußt du dir merken, so lang du lebst und gesund bist“). Riepels Notenbeispiele enthalten meist nur Oberstimmen; seinem ersten Beispiel eines Fonte wird im folgenden Notenbeispiel ein Bass hinzugefügt, um die implizite Harmonik zu verdeutlichen:

## Repertoirebeispiel
Antonio Vivaldi: Violinkonzert in a-Moll op. 3 Nr. 6, RV 356, 1. Satz, 1. Solo-Episode, T. 15–21:

## Variante
Wenn das zweite Glied statt der Dur-Haupttonart deren Varianttonart artikuliert, spricht Riepel abwertend von einem „Zwitter“:
Ein Beispiel dieser Variante findet sich in: Wolfgang Amadeus Mozart, Klaviersonate in A-Dur KV 331, Menuetto, T. 19–27.